# PARK IN THE SKY
PARK IN THE SKY（パークインザスカイ）は、2011年10月3日から2012年9月27日までJ-WAVEで放送されていたラジオ番組。

## 放送時間
- 月曜 - 木曜 11:30 - 14:00

## ナビゲーター
- 杉山ハリー（現：ハリー杉山）

## 主なコーナー
- 11:45 - NICE ONE
- 11:50 - TRAFFIC INFORMATION
- 12:00 - HEADLINE NEWS
- 12:15 - ESTATE 24 HOLDINGS TODAY’S CATCH
- 12:40 - THIRD OPINION
- 12:50 - TRAFFIC INFORMATION
- 13:20 - BEHIND THE MELODY〜FM KAMEDA / ナビゲーター:亀田誠治